# Fries
Fries och Friis även skrivet Fris är varianter av ett efternamn av tyskt ursprung som finns i de nordiska länderna. I Danmark är namnet Friis vanligt, och i de andra nordiska länderna är detta den vanligaste stavningen. Bland de biograferade överväger dock stavningen Fries. Offentlig statistik tillgänglig i mars 2020 ger följande antal personer i de nordiska länderna med stavningsvarianterna
- Fries: Sverige 274, Danmark: 176, Norge 26, Finland 10.
- Friis: Sverige 439, Danmark 6095, Norge 503, Finland 118.
- Fris: Sverige 8, Danmark 58, Norge färre än 4, Finland 5.

Totalt blir detta för Sverige 721 personer, för Danmark 6329, Norge cirka 529 och för Finland 133 personer.

## Personer med efternamnet Fries eller med varianter av detta namn

### A
- Allan Friis (1931–2019), svensk konstnär
- Anna Fries (1866–1940), svensk målare
- Anne-Marie Fries (1907–1991), svensk översättare, förlaga till Astrid Lindgrens Madicken
- Astrid Friis(1893–1966), dansk historiker
- Astrid Friis Larsen (född 1964), dansk handbollsspelare

### B
- Babbis Friis-Baastad (1921–1970), norsk barnboksförfattare
- Bengt Fries (1799–1839), svensk zoolog
- Bernhard Fries (1820–1879), tysk målare
- Björn Fries (född 1951), svensk ämbetsman och politiker

### C
- Carl Fries (1895–1982), svensk zoolog och författare
- Carl Magnus Fris (1743–1807), svensk grosshandlare
- Christina Fris (1757–1835), svensk tobaksfabrikör och grosshandlare
- Christian Friis, flera personer
  - Christian Friis (1556–1616), dansk ämbetsman
  - Christian Friis (1581–1639), dansk ämbetsman
- Christian Lodberg Friis (1699–1773), dansk läkare
- Claes Fries (1778–1849), svensk brukspatron och politiker

### E
- Elias Fries (1794–1878), svensk botanist och mykolog
- Elias Fries (ingenjör) (1876–1932), svenskamerikansk ingenjör och översättare
- Elias Fries (klockgjutare) (1720–1791), svensk klockgjutare och rådman
- Ellen Fries (1855–1900), svensk historiker, författare, lärare och feminist
- Else Marie Friis (född 1947), dansk paleontolog
- Ernst Fries (1801–1833), tysk målare och litograf
- Ewerdt Friis (1619–1672), svensk skulptör och träsnidare

### F
- Finn Fries, bordshockeyspelare
- Frederik Friis(1836–1917), dansk jordbruksforskare

### G
- Gretelill Fries (1923–1977), norsk skådespelare

### H
- Hanni Fries (aktiv 1978), schweizisk orienterare
- Hans Fries (1920–2003), svensk arkitekt
- Harald Fries (1878–1963), svensk läkare och botanist
- Hjalmar Fries (1891–1973), norsk skådespelare, regissör och teaterchef

### I
- Ingegerd Fries (1921–2016), svensk lärare, präst, författare och översättare
- Ingemar Fries (född 1950), svensk biodlingsexpert, professor
- Ingo Marius Friis (1838–1912), dansk lantbrukare

### J
- Jacob Friis (1883–1956), norsk politiker, arbeiderpartiman, snare kommunist
- Jacob Pavels Friis(1827–1912), norsk bergsman
- Jakob Friedrich Fries (1773–1843), tysk filosof
- Janus Friis (född 1976), dansk entreprenör
- Jens Andreas Friis (1821–1896), författare och lingvist
- Johan Friis(1494–1570), dansk ämbetsman
- Johannes Friis-Skotte (1874–1946), dansk politiker
- Jonas Magnus Fries (1761–1820), svensk klockgjutare
- Jørgen Friis (död 1616), dansk adelsman, norsk riksståthållaree
- Jørgen Friis (biskop) (omkring 1495–1547), dansk biskop

### K
- Karl Fries (1861–1943), svensk kristen organisationsledare

### L
- Liv Lisa Fries (född 1990), tysk skådespelare
- Lotte Friis (född 1988), dansk simmare
- Ludvig Fries (1815–1903), svensk ämbetsman

### M
- Magnus Fries (1917–1987), svensk botanist
- Martin Fries, flera personer
  - Martin Fries (1873–1961), svensk skolman
  - Martin Fries (1898–1969), svensk skolman
- Michael Petersen Friis (1857–1944), dansk ämbetsman och statsminister
- Mogens Friis (1623–1675), dansk adelsman

### N
- Nicolaus Christian Friis (1714–1777), norsk präst
- Nils Fries (1912–1994), svensk botanist
- Nils Fries (borgmästare) (1713–1766), svensk borgmästare och politiker

### O
- Othon Friesz (1879–1949), fransk målare och formgivare

### P
- Patrik Constantin Fries (1826–1905), svensk militär
- Peder Claussøn Friis (1545–1614), norsk författare och präst

### R
- Robert Fries (1840–1908), svensk läkare
- Robert Elias Fries (1876–1966), svensk botanist

### S
- Samuel Fries (1867–1914), svensk teolog
- Sigurd Fries (1924–2013), svensk språkvetare
- Steffen Friis (1861–1942), dansk veterinär och hygienikler

### T
- Thore Fries, flera personer
  - Thore Fries (1875–1951), svensk läkare
  - Thore Fries (1886–1930), svensk botanist
  - Thore M. Fries (1832–1913), svensk botanist, mykolog och lichenolog
- Torsten Friis (1882–1967), svensk militär

### U
- Ulla Fries (född 1946), svensk grafiker

### W
- Walter Fries (1894–1982), tysk militär

### Y
- Yvonne Sandberg-Fries (1950–2020), svensk politiker